# Мюнтсенайм
Мюнтсена́йм (фр. Muntzenheim) — коммуна на северо-востоке Франции в регионе Гранд-Эст (бывший Эльзас — Шампань — Арденны — Лотарингия), департамент Верхний Рейн, округ Кольмар — Рибовилле, кантон Кольмар-2. До марта 2015 года коммуна административно входила в состав упразднённого кантона Андольсайм (округ Кольмар).
Площадь коммуны — 6,48 км², население — 1013 человек (2006) с тенденцией к росту: 1118 человек (2012), плотность населения — 172,5 чел/км².

## Население
Численность населения коммуны в 2011 году составляла 1123 человека, а в 2012 году — 1118 человек.
| 1962 | 1968 | 1975 | 1982 | 1990 | 1999 | 2006 | 2008 | 2011 | 2012 |
| ---- | ---- | ---- | ---- | ---- | ---- | ---- | ---- | ---- | ---- |
| 366  | 411  | 527  | 844  | 860  | 912  | 1013 | 1085 | 1123 | 1118 |

Динамика населения:

## Экономика
В 2010 году из 744 человек трудоспособного возраста (от 15 до 64 лет) 576 были экономически активными, 168 — неактивными (показатель активности 77,4 %, в 1999 году — 72,2 %). Из 576 активных трудоспособных жителей работали 516 человек (275 мужчин и 241 женщина), 60 числились безработными (25 мужчин и 35 женщин). Среди 168 трудоспособных неактивных граждан 61 были учениками либо студентами, 69 — пенсионерами, а ещё 38 — были неактивны в силу других причин.
На протяжении 2011 года в коммуне числилось 422 облагаемых налогом домохозяйства, в которых проживало 1114 человек. При этом медиана доходов составила 22161 евро на одного налогоплательщика.

## Достопримечательности (фотогалерея)

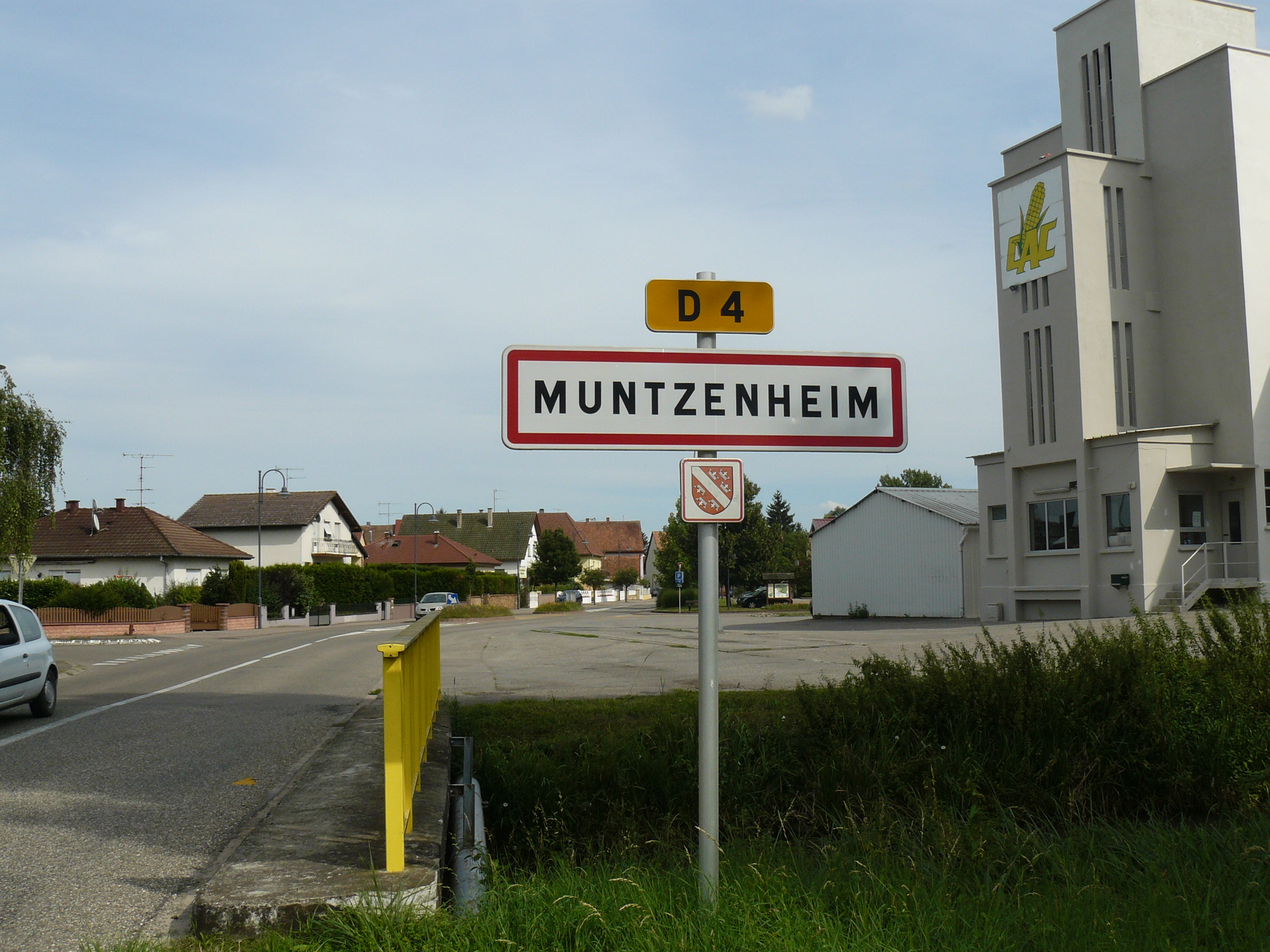
Въезд в коммуну
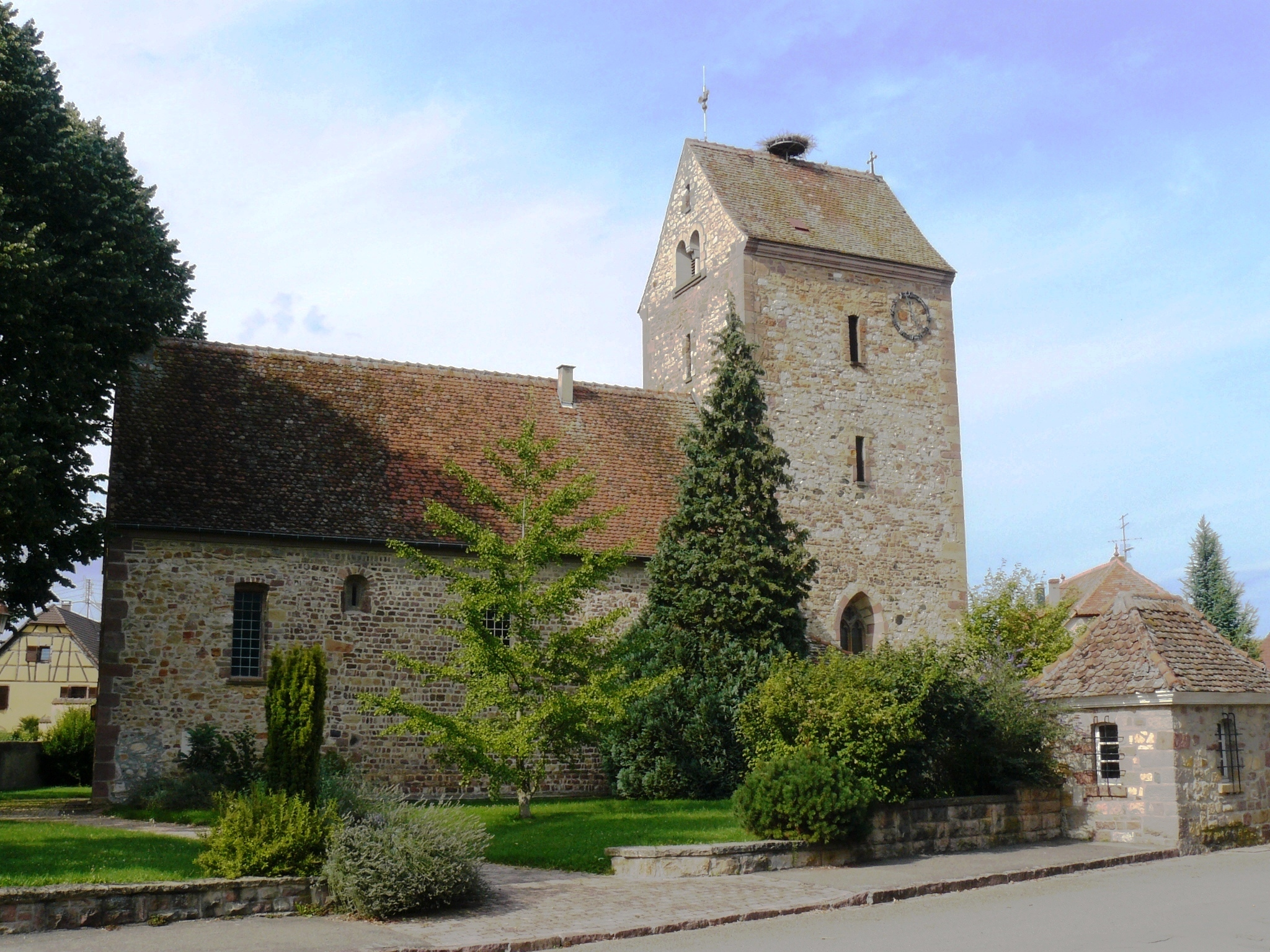
Церковь Сен-Урбан XI век
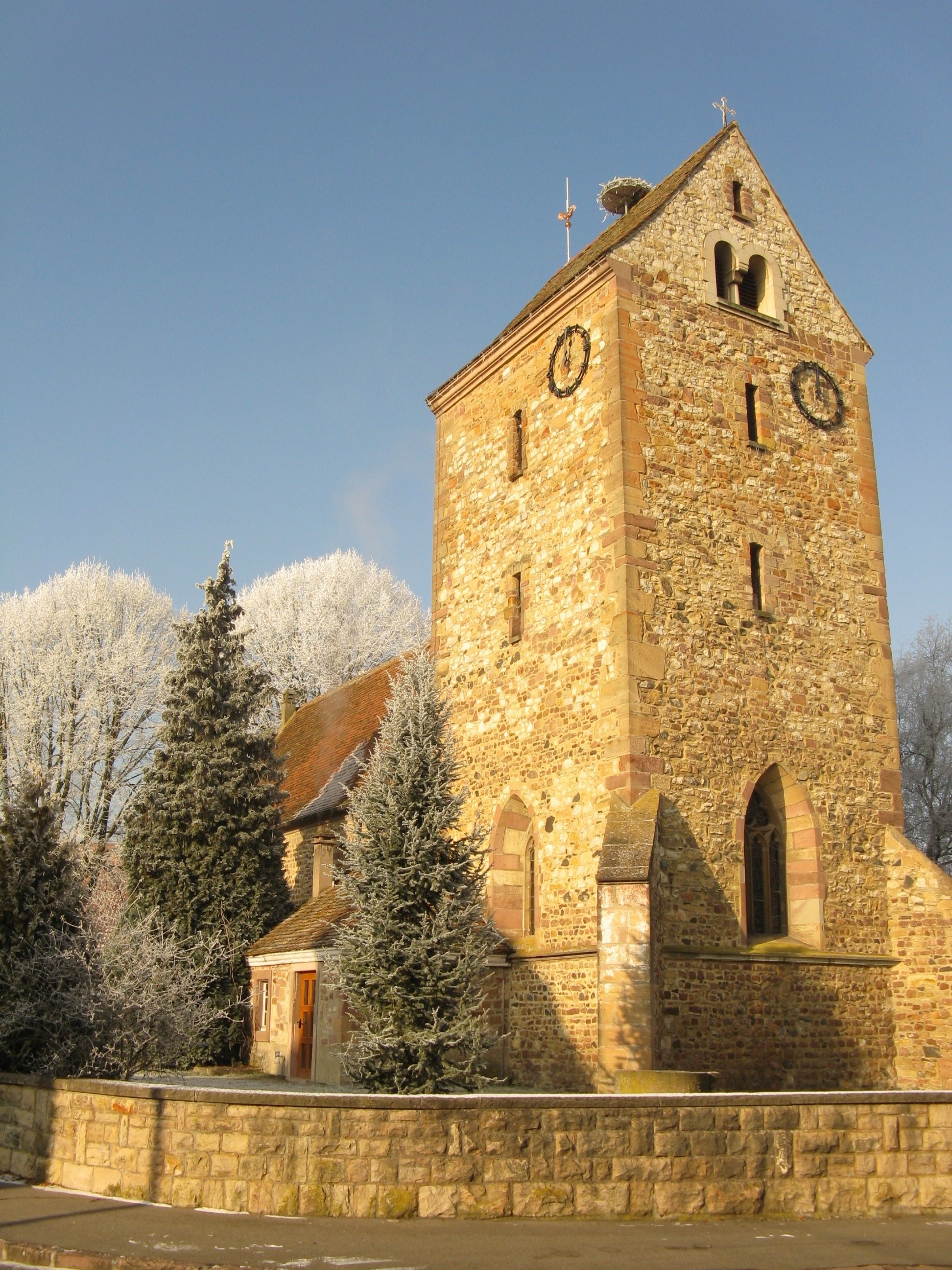
Колокольня церкви Сен-Урбан
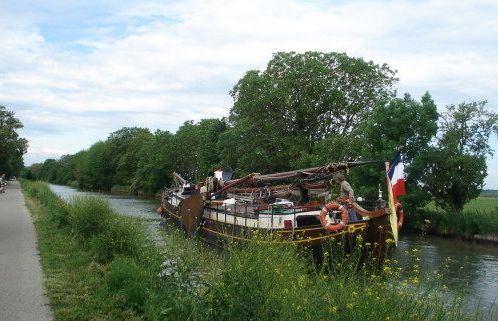
Канал Рейн — Рона